# Politica (Aristotel)
Politica este o carte de Aristotel.

Grecii antici au considerat că legile și justiția îi fac oameni. 
La rândul lor, legile sunt deliberate și justiția este practicată în cadrul constituțional dat de constituția orașului-stat. Asta a dus la preocuparea cu alegerea unei constituții corecte.
Autorul 
- compară constituții propuse și funcționale pe care le sortează în corecte și deviante

- analizează evoluția constituțiilor și propune un criteriu pentru alegerea cea mai potrivită, ținând cont de circumstanțele fiecărui oraș-stat

- propune o constituție ideală care să maximizeze fericirea cetățenilor

## Impact
Lucrarea se adresează legislatorilor care caută alegerea cea mai potrivită și filosofilor interesați de constituția ideală anticipată la sfârșitul  Eticii Nicomahice, dar nu tinerilor (în contrast cu Etica Nicomahică). 
Ea are un scop practic 
„ pentru a evita impresia că investigațiile noastre se datorează dorinței de a fi isteț … ”
„ Nu trebuie studiat numai ce este cel mai bun, dar și ce este posibil și mai ușor de obținut ”
După redescoperirea în evul mediu, lucrarea a fost un reper pentru legislatorii din Europa preocupați de forma de guvernare cea mai potrivită. 

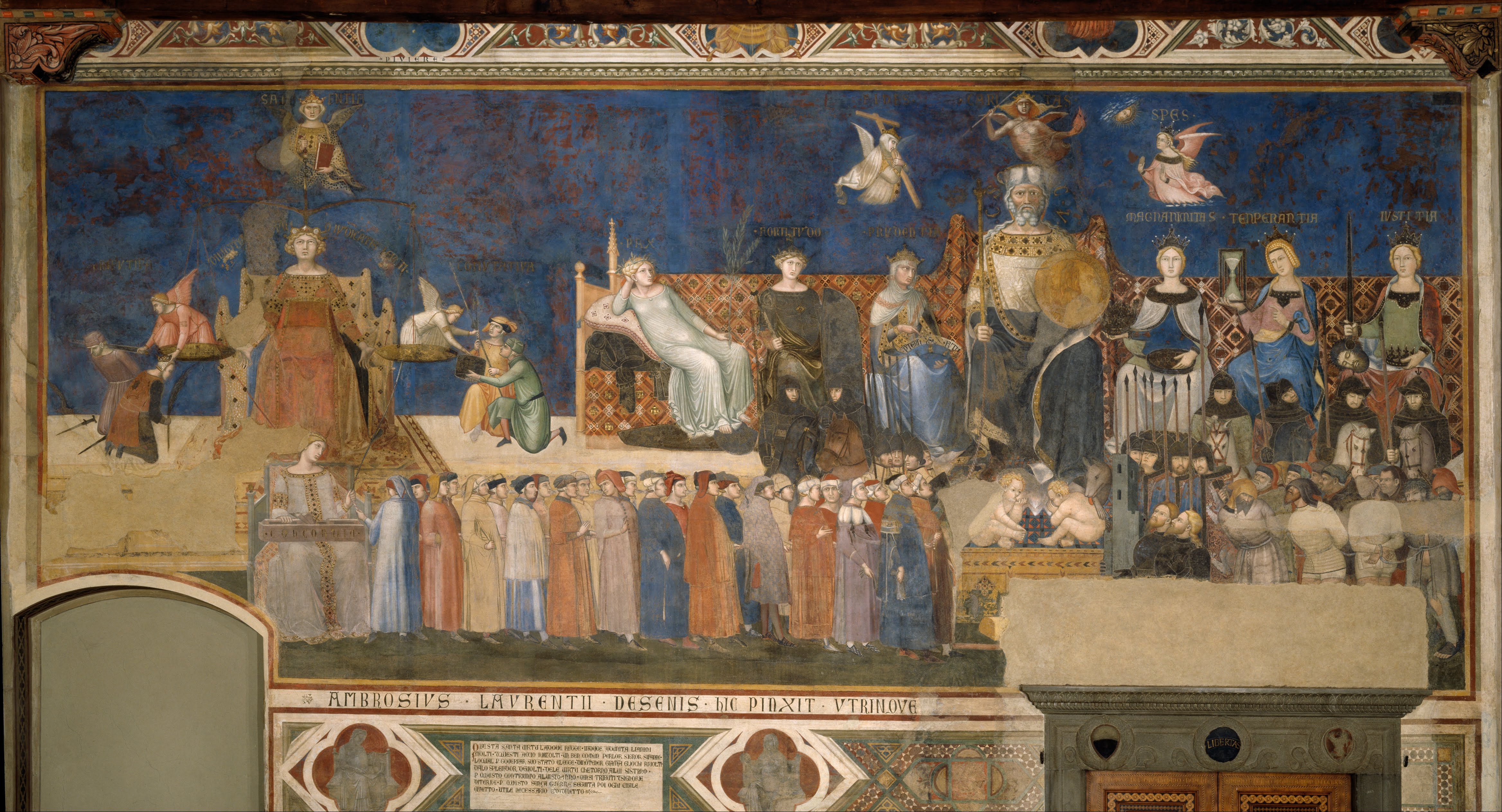
Alegoria bunei guvernări în Siena, un oraș-stat în Evul Mediu, într-o frescă pictată de Ambrogio Lorenzetti. În dreapta, personificarea orașului-stat este înconjurată de personificarea Păcii și a virtuților de caracter (Curajul, Prudența, Mărinimia, Cumpătarea, și Justiția). Virtuți noi, creștine, sunt adăugate deasupra (Credința, Caritatea, și Speranța). În partea stângă, Sfânta Justiție (diferită de virtutea aristotelică din dreapta) este îndrumată de Înțelepciunea Divină. Concordia ține o rindea, simbolizând aplanarea disputelor, și îndrumă cetățenii care duc împreună funia împletită a concordiei către personificarea orașului-stat.

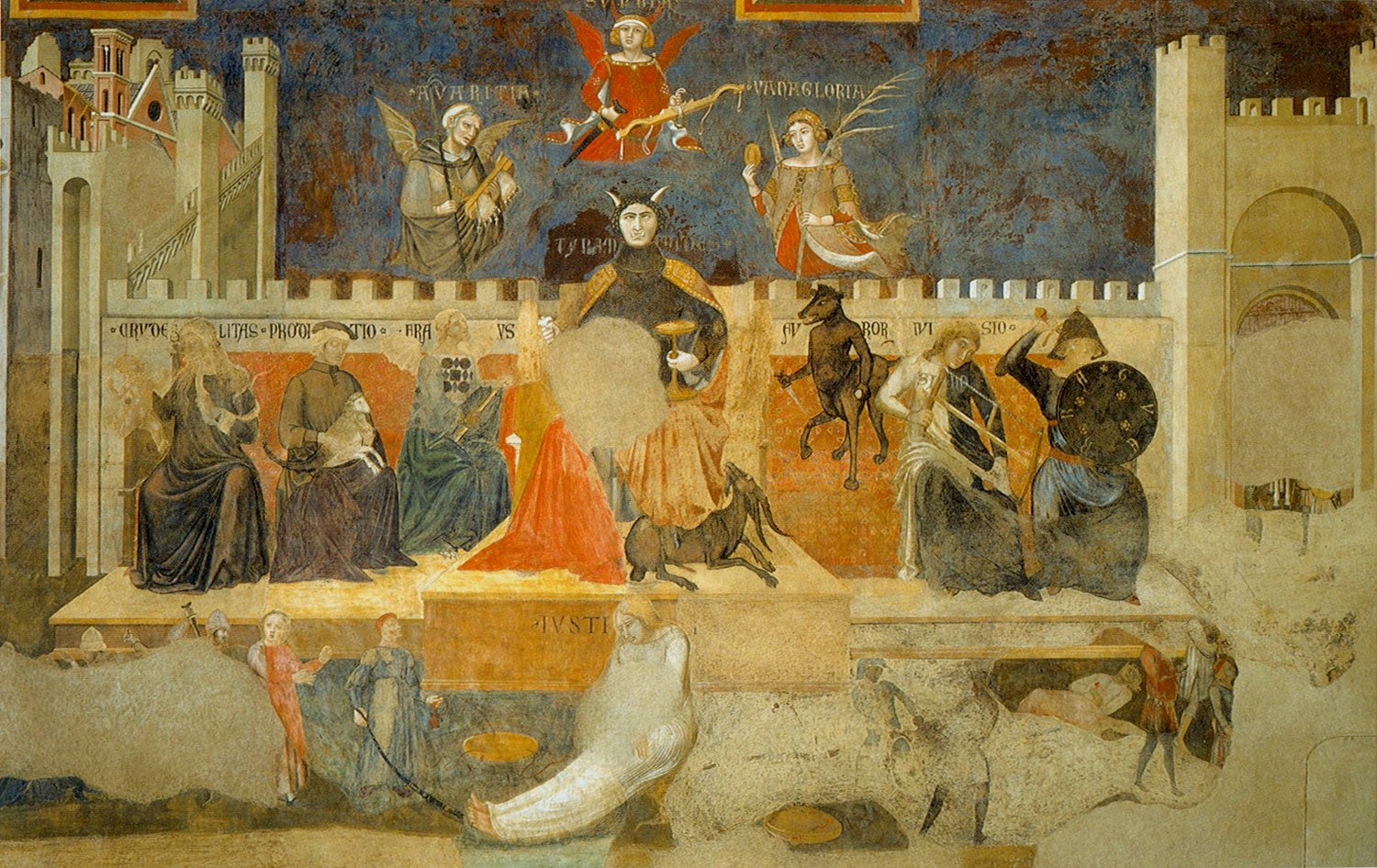
Alegoria relei guvernări. Tirania personificată este înconjurată de vicii (cruzimea, trădarea, frauda, furia, dezbinarea, războiul), are deasupra avariția, orgoliul, și vanitatea, și ține Sfânta Justiție legată la picioarele ei. Partea din stânga a frescei, care nu este inclusă în această imagine, arată un oraș aproape pustiu, depopulat de reaua guvernare.

Constituția Statelor Unite aleasă după independență a fost o “republică de fermieri”, considerată cea mai bună, promovată de procesul de împroprietărire al imigranților în zonele centrale și de vest prin  Actul Gospodăriilor. Legătura simbolică cu orașele-stat din Grecia antică este evidențiată de zecile de orașe denumite Atena sau Sparta în diferite state din Statele Unite.
Participarea directă la guvernare cerea mult timp și efort. Ea nu poate fi pusă în practică în state întinse și a fost înlocuită de monarhii și ulterior de guvernarea prin reprezentant ales. Organizarea în parlament bicameral sau în monarhia consitituțională sunt influențe ale acestor constituții antice. Lucrarea oferă o perspectivă a ideilor în dreptul constitutional și un punct de comparație util prin varietatea de opțiuni și tradiții pe care le prezintă.  
Expresiile “îmbină frumosul cu plăcutul” pentru fericire sau “îmbină frumosul cu utilul” pentru a include scopul (frumosul) cu ce este necesar sunt inspirate din această lucrare.

## Formă și stil
Într-o formă care va deveni un standard, lucrarea începe cu motivația ei și cu o recenzie a lucrărilor predecesorilor. Lucrarea este neterminată (unele capitole au jumătate de pagină, clarificări promise nu sunt incluse, iar unele concluzii nu sunt justificate în detaliu). Sunt date multe exemple de constituții și schimbări ale acestora. 
Autorul consideră că poate să includă o povestire cu tâlc și umor, pentru a ilustra că bogăția trebuie sa fie în proporție cu puterea.
„ Atunci când Autofradates se pregătea să asedieze Atarneus, comandantul celor asediați, Eulubus, i-a spus să se gândească cât timp va dura cucerirea locului și cât va costa acest timp, pentru că locuitorii sunt gata să abandoneze imediat Atarneus pentru mai puțini bani. Aceste cuvinte l-au făcut pe Autofradates să se răzgândească și să abandoneze asediul. ”

## Necesitatea unei constituții
Un oraș-stat (gr. polis, lat. civitas) este o “comunitate politcă” care apare natural deoarece oamenii își doresc să fie auto-suficienți economic (gr. autarkeia) și aleg să se guverneze după “lege și justiție”. 
Legile și justiția îl disting pe om în sensul cel mai profund de animal (limbajul articulat există pentru a realiza această diferență). 
„… o ființă umană este în mod natural un animal politic (gr. zoon politikon), și oricine este in afara unui oraș-stat, prin natura lui nu din ghinion, este fie un specimen deficitar [pentru că nu aspira la lege și justiție] sau un supraom [pentru că este auto-suficient] 
  ”
Oamenii ieșiți din barbarie care doresc să se organizeze într-un oraș-stat trebuie să adopte o constituție, acel cadrul organizațional în care legile sunt formulate și justiția este aplicată (cine decide legile, cine sunt judecătorii, cum sunt aleși sau numiți oficialii și de către cine, etc.). Legile se adresează unor situații specifice în acest cadru.

## Constituția și comunitatea cetățenilor
Un locuitor al unui oraș-stat ca Atena făcea parte din una din trei categorii, după drepturile cetățenești pe care le avea: cetățenii (gr. polites) (aproximativ un sfert din locuitori), străini rezidenți  (un sfert), și sclavi (gr. doulos) (o jumătate).  
Comunitatea (gr. koinonia) cetățenilor este sinonimă cu orașul-stat și cu constituția.
„ comunitatea [cetățenilor] este constituția  ”
Autorul, ca și grecii antici în general, împarte acțiunile raționale în cele necesare și în cele frumoase. 
Activitătile necesare au o justificare imediată și din acest motiv sunt privite ca fiind ordinare (gr. banausos) . Ele pot fi foarte utile și cere o îndemânare deosebită. Exemple sunt orice munci agricole, fabricarea vaselor de ceramică pentru a stoca produsele sau orice alt meșteșug, amuzamentele (care sunt necesare pentru odihnă și regenerare după muncă). Orice muncă făcută pentru câștigarea traiului este o activitate inferioară pentru că nu lasă omului timp pentru stările active (gr. hexis) caracterizate de virtuți (de exemplu, oamenii nu sunt drepți sau nedrepți în mod pasiv, oamenii devin și rămân drepți luând decizii drepte). 
„ orice sarcină, meșteșug, sau ramură a cunoașterii trebuie să fie considerată ordinară (gr. banausos) dacă face ca corpul sau mintea oamenilor liberi să fie imposibil de utilizat în practicile și activitățile virtuoase  ”
În contrast, activitățile frumoase pot fi practicate doar în timpul liber. Activitatea din timpul liber (gr. schole) este o activitate serioasă (nu un amuzament pentru relaxare), care nu are un scop în sine
„ desigur ei nu trebuie doar să se amuze [când petrec timpul liber] ”
și nu are o utilitate 
„ este complet nepotrivit ca oameni mărinimoși și liberi să se întrebe întotdeauna care este utilitatea unei acțiuni ”
Un exemplu de astfel de activitate frumoasă este participarea la guvernarea directă în cadrul constitutional dat de constituție, prin practicarea nemijlocită a justiției (de exemplu, susținând ce este drept ca jurat ) sau participând la deliberarea unei legi. Politica este practicată de orice cetățean virtuos, urmărind binele tuturor. Binele orașului-stat este mai important decât binele oricărui cetățean. 
„ orașul-stat are prioritate naturală în fața gospodăriei și a fiecărui cetățean luat separat  ”
Dar, pentru asta este nevoie de timp liber
„ există un consens că pentru a fi bine guvernată [comunitatea cetățenilor] trebuie să aibă timp liber  ”
Pentru a asiguara timpul liber necesar guvernării de către cetățeni, multe ocupații necesare trebuiau făcute de străini rezidenți sau sclavi. Străinii rezidenți erau meșteșugari, comercianți, bankeri, etc. și, spre deosebire de sclavi, puteau fi înrolați în armată în caz de nevoie.
Autorul acceptă idea sclavilor “naturali”, care au rămas într-o state naturală inferioară în lipsa obiceiurilor bune și a educației, fără să protesteze prea mult sau să o justifice în detaliu, deși existau voci care contestau justețea unei astfel de idei. Prin urmare, 
„ un sclav este proprietate privată animată  ”
„ cel care înțelege rațiunea dar nu o are el însuși este un sclav natural  ”
„ partea de deliberare a sufletului este absentă la un sclav natural  ”

## Constituții propuse anterior
Autorul consideră că unitatea perfectă propusă în Republica și Legile de Platon fac un oraș-stat mai puțin autosuficient și nu comite eroarea obișnuită de a face o analogie între un organism și orașul-stat
„ Un oras-stat constă natural dintr-o mulțime; și, cu cât devine mai unitar, se transformă într-o gospodărie, și dintr-o gospodărie într-un om … asta nu trebuie făcut pentru că va distruge orașul-stat   ”
În Republica lui Platon cetățenii își împart femeile, copiii și proprietatea tuturor bunurilor. Autorul oferă obiecții practice la proprietatea în comun a femeilor
„ proprietatea în comun a femeilor ridică multe dificultăți  ”
și a bunurilor 
„ acuzații vor apărea inevitabil împotriva celor care beneficiază mult dar muncesc puțin ”
„ ce este deținut în comun de cei mai mulți oameni primește cea mai puțină îngrijire  ”
„ cei care își împart proprietăți au mult mai multe neînțelegeri decât cei cu proprietăți separate  ”
Și concluzionează că
„ viața pe care ei ar trăi-o pare să fie total imposibilă  ”
Alte două constituții propuse sunt și ele respinse. Prima propune egalitatea în bunuri și educație. Dar asta o face instabilă și nu elimină toate motivele de dispută pentru că oamenii nu sunt egali și își doresc onoarea pe măsura meritelor lor. A doua constituție este vulnerabilă la acapararea puterii de cei care au armele. 

## Constituții funcționale
În perioada de înflorire au existat aproximativ o mie de orașe-state în a Grecia Antică, fiecare cu constituția proprie. Majoritatea orașelor-stat aveau constituții democratice (ca cea ateniană) sau oligarhice (ca cea spartană) atunci când lucrarea a fost redactată. Într-un studiu preliminar autorul a comparat avantajele și dezavantajele a 158 constituții. El prezintă în detaliu pe trei dintre ele în lucrare. 
Cele trei puteri (legislativă, executivă, și judiciară) într-o constituție erau separate conceptual, dar nu în practică.  De exemplu, la Atena un cetățean putea participa la Adunarea Generală (cu atribuții legislative) și la o adunare a juraților care decide un caz (cu atribuții judiciare). 

### Sparta
Constituția spartană prevedea doi regi (gr. diarhia), care erau supravegheați de 5 efori și de 30 de senatori (gr. gerousia). O Adunare Generală alegea eforii și senatorii. Deși existau regi, constituția era considerată oligarhică, după caracteristica dominantă (eforii și senatorii).
Autorul o consideră o constituție incompletă, pentru că legislatorul constituțional nu a regulat rolul femeilor în societate 
„ spartanii sunt dominați de femeile lor, ca majoritatea națiunilor militariste și războinice  ”
Și nu a asigurat o distribuție mai echitabilă a proprietății, care a dus la declinul populației 
„ ca urmare, într-o regiune care poate susține 1,500 de călăreți și 30,000 de hopliți  sunt acum mai puțin de 1,000 ...   ”

### Creta
Constituția cretană este mai veche decât cea spartană, pe care a inspirat-o. Nu are regi, sunt 10 Gardieni al Ordinii (similar cu eforii) și un Consiliu al Bătrânilor cu prerogative legislative. Spre deosebire de Sparta, Gardienii Ordinii și Consilierii sunt aleși doar din unele familii. Există și o Adunare Generală, dar Creta a evoluat într-o dinastie (gr. dunastia), o formă de governământ în care câteva familii guvernează fără să urmeze o constituție.

### Cartagina
Constituția cartagineză este singura constituție a unui oraș-stat ne-grec considerată în lucrare. Doi sufeți (lat. sufes) sunt aleși anual după merit și bogăție, iar un cabinet “Al celor 104” aleși după merit și bogăție are atribuții judiciare. Există un Consiliu al Bătrânilor (gr. gerousia) format din câteva sute de cetățeni cu atribuții legislative și o Adunare Generală. Autorul o consideră o constituție reușită, potrivită circumstanțelor și cetățenilor cartaginezi, care a dus la un oraș-stat stabil.

Multe alte exemple sunt date mai târziu, atunci când sunt discutate schimbările de constituție. Unul din ele este Histria, exportator de cereale, menționată ca exemplu pentru tranziția de la oligarhie la democrație . Alte state învecinate, de exemplu Persia sau Egipt nu sunt orașe-stat și nu sunt guvernate după o constituție. Aristotel nu menționează constituția ateniană, pe care presupune că majoritatea cititorilor lui o cunosc foarte bine, dar este clar influențat de tradițiile și constituția atenienilor (descrise separat în lucrarea Constituția atenienilor).

## Virtutea unui cetățean și concordia

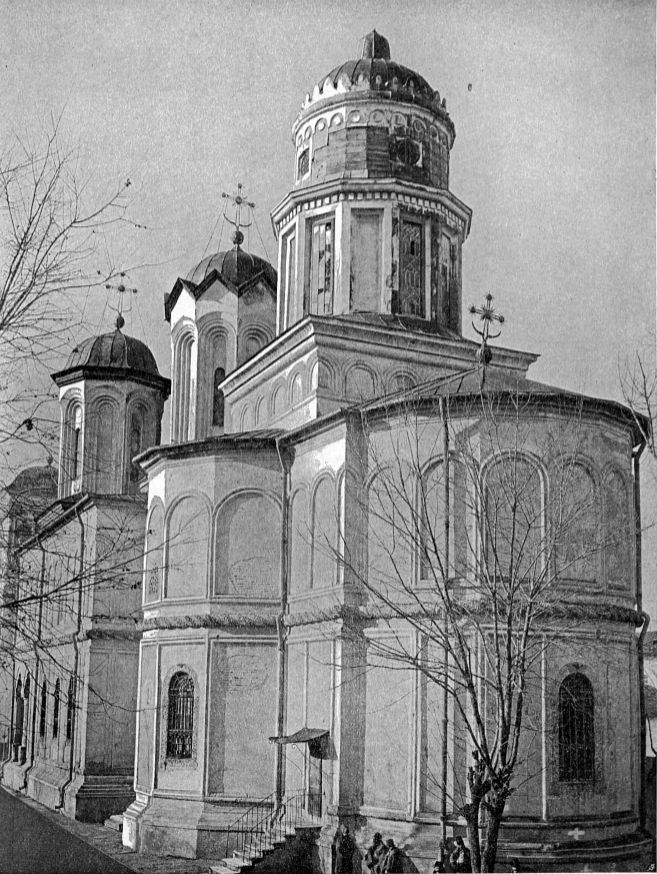
Funia împletită a concordiei reprezentată în detaliul architectonic care înconjura ca un brâu biserica mănăstirii Văcărești la jumătatea clădirii, unde începea următorul nivel.

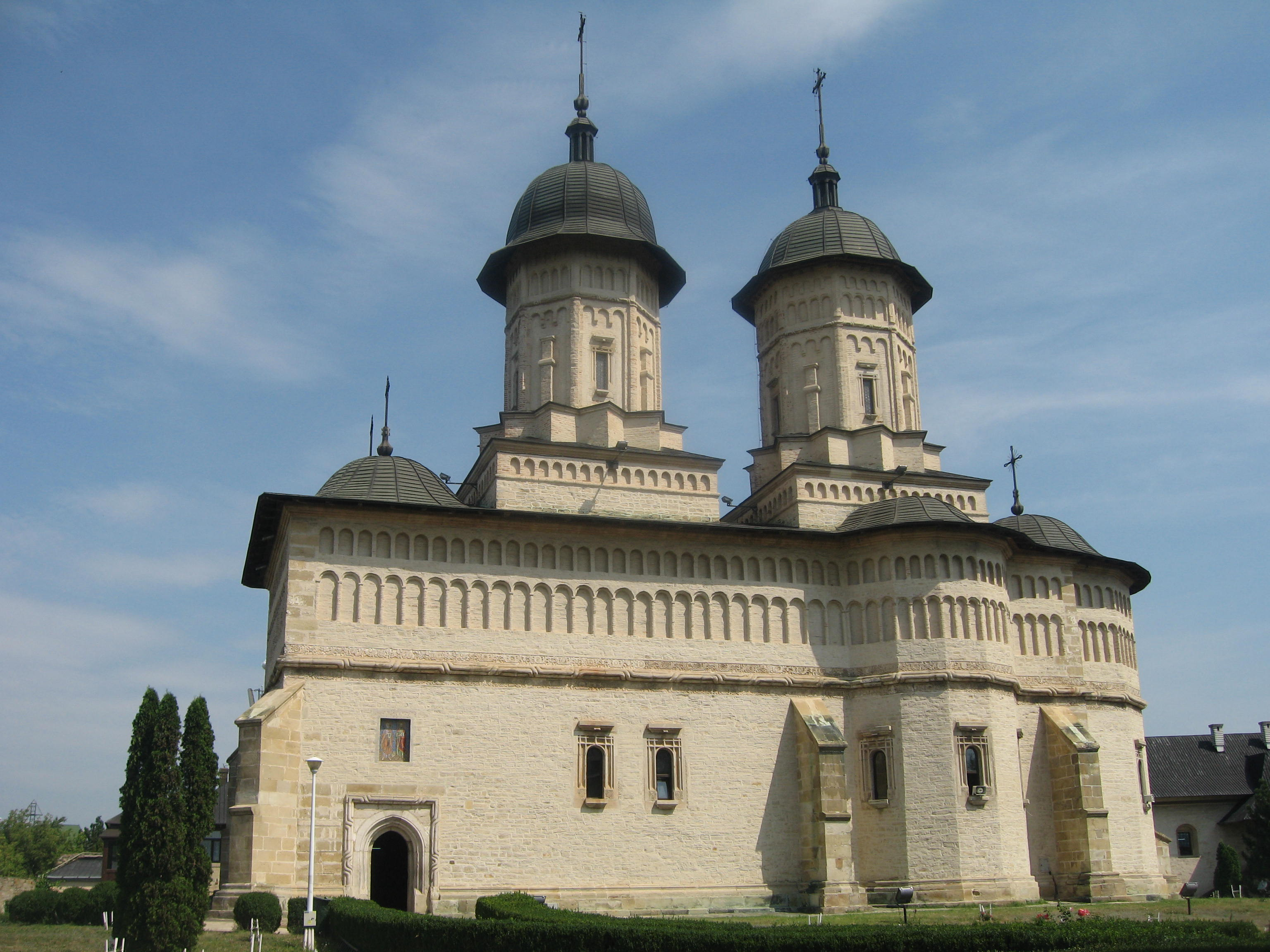
Funia împletită a concordiei la Cetățuia.

Virtutea unui cetățean (numită virtute “politică” sau “militară”) (gr. politike arete) constă în a ști cum să guverneze și să fie guvernat. 
„ … capacitatea de a guverna și de a fi guvernat este lăudată, iar a fi capabil de a le face pe amândouă bine este considerată virtutea unui cetățean  ”
„ Învață să dai ascultare înainte de a comanda ”
Virtutea civică este diferită de virtuțile din Etica Nicomahică
„ virtutea omului și virtutea cetățeanului nu sunt întotdeauna aceleași  ”

Exercitarea primei părți din virtutea civică (a ști cum să guvernezi) cere judecată practică, necesară pentru a evalua ce este posibil într-o situație specifică. A doua parte (a ști cum să fi guvernat) este apropriată de ce militarii practică regulat. De aceea un veteran era privit ca cetățeanul ideal. 

Ca și alte virtuți din Etica Nicomahică, vitutea civică are o componentă înăscută, depinde de formarea de obiceiuri în copilărie, și necesită educație. Tradiția este importantă pentru că confirmă un obicei, iar constituția nu trebuie modificată fără un motiv întemeiat
„ legea nu poate asigura ascultarea fără obișnuință  ”

Virtutea civică urmărește binele orașului-stat și se opune dezbinării care apare atunci când comunitătile care îl compun își urmăresc propriile idei despre bine. Ea duce la coeziune socială și la concordie (lat. concordia) , o stare indicată de stabilitate.

## Consitituții și virtutea civică
Constituțiile corecte (regalitatea, aristocrația și republica) sunt dominate de virtutea civică a cetățenilor. Guvernanții lucrează în beneficiul tuturor. 
Într-o constitutie deviantă (tirania, oligarhia, democrația) guvernarea se face conform unor legi constituționale, ca și în constituțiile corecte, dar ele sunt deficitare în virtute civică. Guvernanții lucrează pentru partea orașului-stat din care provin (în oligarhie pentru cei bogați, în democrație pentru cei săraci, și în tiranie pentru tiran).  
O guvernare prin decrete, nu prin legi, încetează să mai fie o constituție. Exemple sunt monarhia absolută (gr. despotes), dinastia (gr. dunastia) care poate apărea din oligarhie, și democrația liderilor populari (gr. demagogos) care poate veni din democrație.   
| Cine guvernează | Guvernare bună , după o constituție corectă | Guvernare rea, după o constituție deviantă |
| Mulțimea        | Republică                                   | Democrație                                 |
| Câțiva          | Aristocrație                                | Oligarhie                                  |
| Unul            | Regalitate                                  | Tiranie                                    |

Autorul descrie în plus gradații în democrații, după clasele ocupaționale care sunt incluse în categoria cetățenilor, și în oligarhii după mărimea averii necesare pentru a avea drepturile de cetățean (dacă este mică atunci oligarhia este apropriată de o republică, dacă este mare oligarhia se apropie de o tiranie).

### Republica
Republica urmează principul egalitatății (gr. to ison) în drepturi a cetățenilor.  Autorul este favorabil acestui principiu. El notează că mulțimea este cea mai afectată de deciziile luate și că poate judeca cu o judecată practică care devine mai bună prin combinarea calităților individuale.
În această constituție, veteranii, care au virtutea civică prin experiența lor militară, conving multimea (prin forță dacă este necesar) să ia decizii în interesul comun. O clasă de mijloc (după bogăție) puternică ajută la prevenirea unei devieri spre democrație sau oligarhie. 
„ soldații defensivi, cei care au armele, are cea mai mare autoritate în această constituție ”
Un exemplu este Republica Romană, care avea o constituție prevăzând doi consuli aleși anual, un senat (organ consultativ, cu atribuții legislative și judiciare) care controla bugetul și  Adunări, forul suprem cu atribuții legislative și judiciare alături de senat. 

### Democrația
Democrația antică, de la gr. demos- (popor) și -kratos (putere), este constituția în care aplicarea principiului egalității în drepturi a fost deficitară. Mulțimea lua decizii în interesul celor mai mulți, adică în interesul celor săraci. În democrația extremă mulțimea se comportă ca un tiran.
Democrațiile puteau încuraja participarea la guvernare prin amendarea celor bogați dacă nu participau sau prin o mică diurnă pentru ca cei săraci să își poată permite să nu muncească în ziua respectivă. Selecția oficialilor pentru diferite instituții se făcea prin alegeri dacă cunoștințe specializate erau necesare sau, pentru a păstra caracterul democratic al constituției, prin tragere la sorți în caz contrar.

### Aristocrația
Aristocrația antică, de la gr. aristos- (cel mai bun) și -kratos (putere), era guvernarea oamenilor virtuoși. Ea a apărut odată cu educația, o condiție necesară pentru virtute. În sensul antic, aristocrație înseamnă “meritocrație” și se aplică în cazurile în care alegerea în funcții oficiale cerea cunoștințe specializate și se făcea pe merit. Numirea  în aceste funcții nu era ereditară. Grecii antici nu aveau titluri nobiliare (titlurile de duce, baron, etc. au apărut doar în perioada medievală). Aristocrația în sens antic este diferită de aristocrația în sens medieval și modern.

### Oligarhia
Oligarhia, de la oligo- (puțini) și -arko (primul), era guvenarea celor bogați. Autorul nu are o părere bună despre cei care urmăresc bogăția, iubind bunurile mai mult decât virtutea. El consideră că bunurile materiale trebuie urmate până când cineva poate să trăiască 
„ generos și cumpătat … între extremele sărăciei și al luxului ”
„ o viață fericită, fie că consistă în plăcere sau virtute sau în ambele, o au mai curând cei care și-au cultivat în mod deosebit caracterele și mințile dar au fost moderați în achiziționarea de bunuri materiale, decât aceia care au obținut mai multe bunuri decât pot folosi și sunt altfel deficitari ”

### Regalitate
Regalitatea este o formă naturală de guvernare în orașe-state mici, după fondare, când nu există încă resursele pentru o clasă conducătoare mai numeroasă. De exemplu, în Illiada de Homer sunt numai regi, dar 
„ regalități nu se mai formează în zilele noastre ”
Regalitatea putea fi ereditară sau electivă. Este o formă de guvernare corectă pentru a păstra tradiția sau atunci când oameni de o virtute extraordinară ies în evidență. Un rege just are grijă ca 
„ cei care dețin proprietăți să nu sufere vreo nedreptate, iar oamenii să nu fie tratați cu aroganță ”

### Tiranie
Tiranul
„ guvernează fără să fie tras la răspundere, peste oameni asemănători cu el sau mai buni decât el, urmărind beneficiul propriu, nu pe a celor guvernați ”
Tiranul mimează regalitatea, este interesat în puterea politică absolută și îi lasă de obicei pe oameni să trăiască cum vor cu această condiție .
„ Marea majoritate a tiranilor din vechime au început ca lideri populari  ”
O parte a orașul-stat poate fi convinsă să susțină guvernarea . Metodele tiraniei sunt descrise perceptiv  
„ tirania caută trei lucruri: mai întâi, ca cei guvernați să gândească îngust… al doilea, ca ei să se bănuiască între ei … și al treilea, ca cei guvernați să nu aibă puterea de a acționa  ”
„ un tiran încurajează agresiunea armată pentru ca supușii lui să ducă lipsă de timp liber și să aibă continuu nevoie de un conducător  ”
Tiranul trebuie să folosească fondurile publice pentru consolidarea puterii proprii, nu pentru bunuri materiale, care pot stârni invidia și suspiciunea
„ tiranul trebuie sa pozeze ca un gardian și administrator al fondurilor publice, nu a bunurilor proprii  ”
Autorul propune o evoluție a constituțiilor, asemanătoare cu cea care a avut loc la Atena, în secvența regalitate → republică (nu oligarhie, pentru că exista puțină bogăție acumulată după fondarea orașului-stat) → oligarhie → tiranie → democrație. Ciclul din Republica lui Platon, republică → constituția spartană → oligarhie → democrație → tiranie → republică este criticat cu multe contraexemple.

## Constituția cea mai potrivită
Guvernarea are o parte prozaică care nu implică virtutea, în grija pentru cele necesare și utile, ca atunci când sclavii sunt supravegheați pentru a-și îndeplini sarcinile, dar are și o parte frumoasă în grija pentru concetățeni.
Oamenii de stat aleg constituția cea mai potrivită urmând judecata practică, ținând cont de circumstanțe, la fel cum iau deciziile corecte de guvernare în general. Constituția care trebuie aleasă este
„ … cea mai bună în împrejurările date  ”
Criteriul propus pentru această alegere este stabilitatea, pe care o vede ca un indiciu că orașul-stat și constituția sunt potrivite. Constituția cea mai potrivită pentru un oraș-stat este cea care maximizează coeziunea socială, asigurând astfel stabilitatea. 
„ diminuând puterea regilor, el a crescut durata regalității  ”
Constituția cea mai potrivită depinde în primul rând de oamenii orașului-stat și de clasele ocupaționale. Scopul ei este să adune împreună în concordie cel mai mare număr de locuitori și de resurse. Alți factori (așezare geografică, putere militară, mărime, bogăție, nivel de educație, istorie, etc.) contează pentru că îi afectează pe oameni și, prin ei, alegerea benefică orașului-stat. 
„ cel mai important factor pentru ca o constituție să dureze, pe care toți îl disprețuiesc acum, este ca cetățenii să fie educați într-un fel potrivit constituției lor  ”
Autorul discută în detaliu instituțiile recomandate, urmând modelul atenian (oficiali pentru inspecția piețelor cu produse, evidența proprietății, repararea drumurilor, trezorerie, înscrisuri juridice, poliție, armată, inspector general, consiliu legislativ, religie, femei, copii, educație, cultură) și subliniază că 
„ Cel mai important lucru pentru orice constituție este ca ea să aibă legile și organizarea care să facă imposibilă realizarea unui profit prin ocuparea unei funcții  ”
Pentru stabilitate, structura armatei trebuie sa fie consistentă cu constituția: o oligarhie trebuie să mențină o armata dominată de cavalerie și hopliți (unități formate din cetățeni mai bogați), iar o democrație o armată dominată de infanterie ușoară (fără armură) și forțele navale (în care se înrolau oamenii mai săraci).

## Constituția ideală
Ultima parte a cărții se adresează filosofilor. Autorul propune propria constituție ideală, la care se ajunge prin gândire filosofică, fără considerarea aspectelelor practice așa cum a procedat pentru constituția cea mai potrivită. 
Din punct de vedere al virtuților și a fericirii care sunt universale, toți cetățenii sunt la fel și orașul-stat poate fi redus la un singur cetătean. Astfel, virtuțile unui oraș-stat (nu ale unui cetățean) ca prudența, justiția sau judecata practică au sens și poate fi echivalat ce este cel mai bine sau “fericirea unui orașul-stat” cu ce este cel mai bine și fericirea unui cetățean. 
El recunoște că, în practică, oamenii “își impart fericirea” în mod diferit 
„ grupuri de oameni trăiesc diferit și își întemeiază constituții diferite deoarece caută fericirea în moduri diferite și cu mijloace diferite ”
și astfel nu adoptă constituția ideală
„ nu trebuie să ne așteptăm ca discuții teoretice să prezinte aceeași precizie ca realitatea ”
Mărimea orașului-stat ideal este între un minim care să asigure auto-suficiența și o mărime maximă. El nu trebuie să fie mai mare, pentru ca organizarea politică să rămână justă, opinia fiecărui cetățean să fie auzită, și urmărirea binelui orașului-stat nu devină contrară fericirii cetățeanului. Țelul autorului este un oraș-stat care maximizează fericirea cetăteanului, nu un oraș-stat cât de puternic posibil (care se poate obține prin creștere, înglobând teritorii vecine). 
Autorul a criticat constituția spartană înainte. Dar acum, el explică de ce nu are o părere bună despre spartani însiși, cu toate că, ca și mulți alții, le recunoaște virtutea civică dată de pregătirea militară. Războiul, chiar și când este necesar și util, dominarea vecinilor, obținerea de bunuri, teritorii și iobagi nu pot fi țeluri în sine. Doar activitățile frumoase, care se pot desfășura în pacea astfel obținută, pot fi  țeluri în sine. Dar, deoarece spartanii au devenit atât de concentrați pe război și pe virtutea curajului, ei nu știu ce să facă în timp de pace, cum să își petreacă timpul liber astfel câștigat pentru ceva frumos. Asta îi face 
„ oameni cu adevărat ordinari  (gr. banausos)”
Cetățenii constituției ideale duc, în contrast, o viață pentru virtute și frumos (nu sunt fermieri, comercianți, meștesugari), iar veterani posedând virtutea civică controlează armele. Pentru a promova coeziunea socială toți cetățenii iau mesele în comun, au drepturi egale, și pot guverna atunci când sunt mai în vârstă. Jumătate din terenuri sunt folosite în comun și jumătate sunt în proprietate privată.
„ Deși orașele-stat au nevoie de proprietăți, nu proprietățile fac orașul-stat  ”
Educația elementară trebuie să fie publică, cu scopul cultivării și promovării virtuții civice, și duce la coeziune și stabilitate, la căutarea corectă a fericirii
„ Educația trebuie să fie în comun ”
Ea constă din citire și scriere, ginmastică, muzică și desen, urmând modelul atenian. Exercițiile fizice trebuie practicate fără excese, pentru a nu interfera cu dezvoltarea tinerilor. Similar, tinerii nu trebuie să încerce să practice muzica cu dexteritatea unor muzicanți profesioniști, în detrimentul altor activități mai frumoase și mai nobile.